# Weston Price
Pour les articles homonymes, voir Price.
Weston A. Price (né  le 6 septembre 1870, Newburgh, Ontario - mort le 23 janvier 1948, Santa Monica) est un dentiste et un nutritionniste américain.

## Biographie
Il a été le dirigeant de la section de recherche de l'American Dental Association (en) de 1914 à 1923 mais a été plus tard marginalisé par cette association pour ses positions sur l'endodontie.
Après avoir vendu son cabinet dentaire, il effectue, à partir de 1930, soit à l'âge de 60 ans, un voyage de douze années sur tous les continents afin d'étudier différentes peuplades isolées du monde. Il en arrive ainsi, par exemple, à démontrer que la carie est apparue moins d'une génération après l'ouverture des routes et des voies ferrées, soit en moyenne vingt ans après le début de l'importation de produits raffinés.

## Publications

### Ouvrages
- Dental Infections, Oral and Systemic (1923) Penton publishing company; Cleveland, OH
- The Relation of Light to Life and Health: Some Biochemical and Clinical Aspects, Cleveland, Ohio (1926)
- Nutrition and Physical Degeneration: A Comparison of Primitive and Modern Diets and Their Effects (1939) Paul B. Hoeber, Inc; Medical Book Department of Harper & Brothers. Les 21 premiers chapitres (sur 28) de cet ouvrage tombé dans le domaine public sont disponibles auprès du Project Gutenberg Australia.

### Articles de journaux
- 1914 : « Some contributions to dental and medical science » Dental Summary, 34:253.
- 1915 : « Are Endamebae Important Factors in The Etiology Of Pyorrhea Alveolaris? A Study of Their Habits », The Journal of the National Dental Association 2(2):143-165.
- 1918 : « A Report of Laboratory Investigation of the Physical Properties of Root Filling Materials and the Efficiency of Root Fillings for Blocking Infection from Sterile Root Structures », Research Department Joura N.D.A. pg 1260-1280.
- 1918 : « Letter on root-canal operations in the US army » reprinted in Journal of dental research 1919;329.
- 1925 : « Dental Infections and related Degenerative Diseases » J Am Med Assoc. 1925;84(4):254-261.
- 1925 : (With Buckley, JP (negative)) « Buckley-Price Debate: Resolved That Practically All Infected Pulpless Teeth Should Be Removed », JADA. 12:1499-1522. December 1925. 11.
- 1930 : « Seasonal Variations in Butter-fat Vitamins and their Relation to Seasonal Morbidity, Including Dental Caries and Disturbed Calcifications », Journal American Dental Association, vol. 17, May, Bulletin 103)
- 1930 : « Some Contributing Factors to the Degenerative Diseases, with Special Consideration of the Role of Dental Focal Infections and Seasonal Tides in Defensive Vitamins », Dental Cosmos, octobre-novembre, bulletin 107.
- 1931 : « New Light on the Control of Dental Caries and the Degenerative Diseases », Journal American Dental Association 18, 1189
- 1931 : « A New View of Health and Disease Based on the Rise and Fall in the Levels of Life with Cycles in Vitamin Tides », American Journal of Public Health, June, Bulletin 111.
- 1932 : « Control of Dental Caries and Some Associated Degenerative Processes Through Reinforcement of the Diet with Special Activators », Journal American Dental Association Aug., 19, 1339–1369
- 1932 : « Evidence of a need for fluorine in optimum amounts for plant and animal growth, and bone and tooth development, with thresholds for injury », J. Dent. Res. 12 545;
- 1933 : « Additional Light on the Etiology and Nutritional Control of Dental Caries with its Application to each District showing Immunity and Susceptibility », Journal American Dental Association 20, 1648
- 1936 : « Eskimo and Indian field studies in Alaska and Canada », Journal American Dental Association, 23:417